# Ludvík Singer

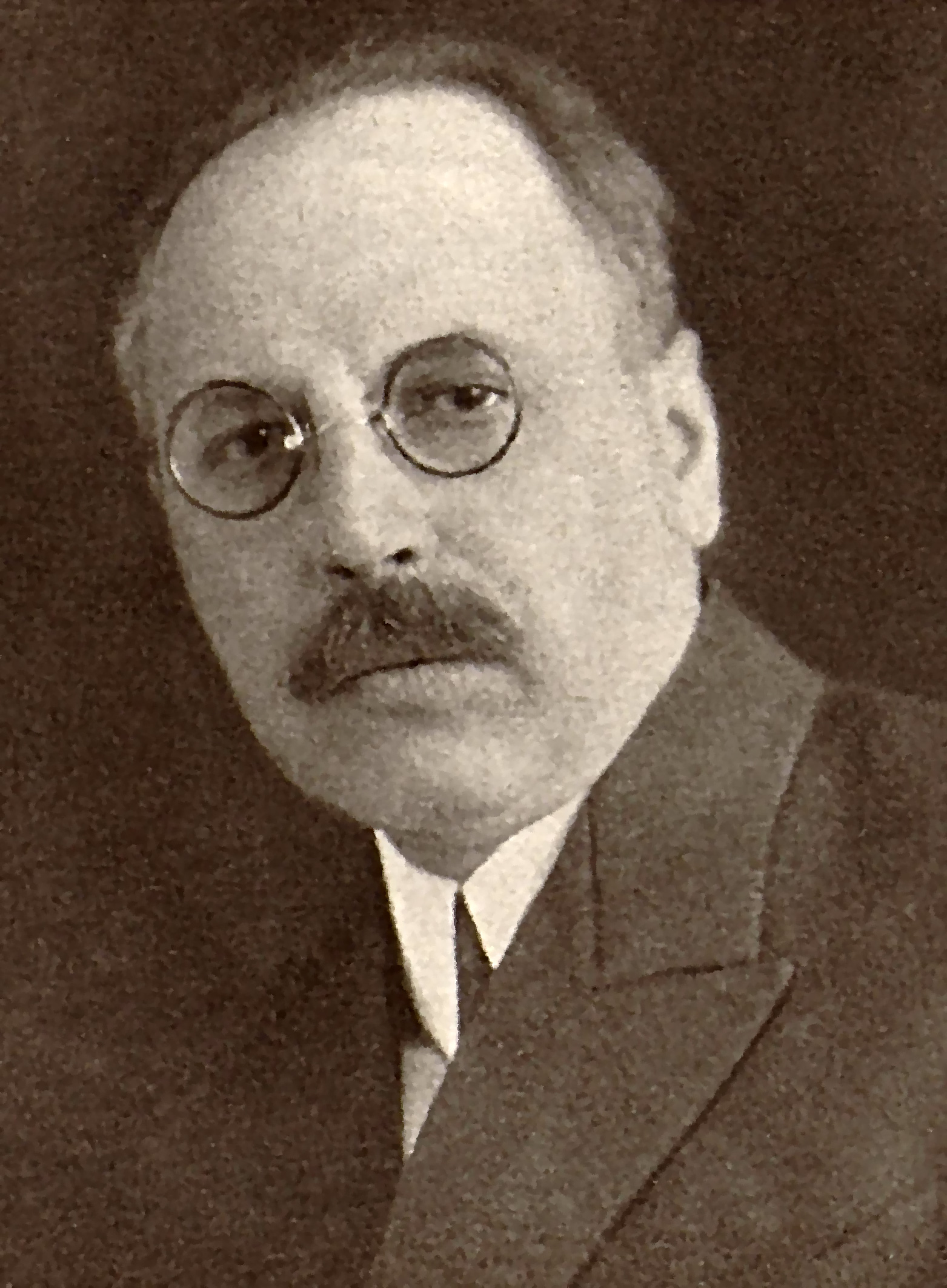
Ludvík Singer (vor 1919; unbekannter Fotograf)

Ludvík Singer (geboren 13. Februar 1876 in Kolín, Österreich-Ungarn; gestorben 23. Juli 1931 in Prag) war ein tschechoslowakischer Politiker des tschechischen Judentums.

## Leben
Ludvík Singer wuchs im Umfeld der jüdischen Gemeinde in Kolin auf und studierte Jura an der Karls-Universität Prag sowie an der Universität Wien und wurde 1899 in Prag promoviert. Er arbeitete danach in einer Kanzlei in Reichenberg und ab 1906 in einer eigenen Anwaltspraxis in Kolín. Ab 1909 war er in Prag ansässig. Er engagierte sich in der zionistischen Bewegung in Böhmen, deren Organisation er ab 1910 vorstand. Bei Ende des Ersten Weltkriegs 1918 gehörte er zu den Gründern des Jüdischen Nationalrates (Národní rada židovská) und wurde Vorsitzender der Jüdischen Partei (Židovská Strana). Er war 1919 Mitglied der jüdischen tschechoslowakischen Delegation bei der Pariser Friedenskonferenz, um die Interessen der jüdischen Minderheit in der Tschechoslowakei zu vertreten. Singer warb in der Folge dafür, dass die Juden in der Tschechoslowakei die tschechische Sprache erlernen sollten, und kooperierte eher mit den tschechoslowakischen Sozialdemokraten als mit den Vertretern der deutschen oder der kleinen polnischen Minderheit.
Ab 1919 bis zu seinem Tod war Singer Abgeordneter in der Prager Stadtverordnetenversammlung, er wurde außerdem 1930 Präsident der Jüdischen Gemeinde Prags. 1929 wurde er dank eines Wahlbündnisses seiner Jüdischen Partei mit der polnischen Minderheitspartei in das Tschechoslowakische Parlament gewählt. 
Der Graphologe Robert Saudek (1880–1935) war ein Schwager Singers, die Holocaustüberlebende und Schriftstellerin Hana Bořkovcová (1927–2009) war eine Enkelin.